# Ayaka Suzuki
Pour les articles homonymes, voir Suzuki (homonymie).
Pas d'image ? Cliquez ici

a Compétitions nationales et continentales officielles uniquement.

b Matchs officiels uniquement.
Ayaka Suzuki (鈴木 彩香, Suzuki Ayaka), née le 30 septembre 1989 à Yokohama (Japon), est une joueuse internationale japonaise de rugby à XV et internationale de rugby à sept évoluant au poste de centre.

## Biographie
Ayaka Suzuki naît le 30 septembre 1989. En 2022, elle joue pour le club des Arukas Queen Kumagaya (ja). Elle compte 18 sélections en équipe du Japon quand elle est retenue en septembre 2022 pour disputer sous les couleurs de son pays la Coupe du monde en Nouvelle-Zélande.